# FGO-Barbara
 (février 2024).
 (février 2024).
Pour les articles homonymes, voir FGO.
FGO-Barbara (anciennement centre musical Fleury Goutte d'Or - Barbara) est un établissement culturel situé à Paris, dans le 18e arrondissement. Il est dédié au soutien de la création et à la diffusion, à l'accompagnement et au développement de projets artistiques de style « musiques actuelles ».

## Historique
Cet établissement est construit dans les années 2000 dans le cadre du dispositif d'équipements et d'initiatives publics de la ville de Paris regroupant alors les conservatoires municipaux, les centres d’animation destinés aux amateurs débutants ainsi que l’opération « Paris Jeunes Talents ».
Installé dans le quartier de la Goutte-d'Or du 18e arrondissement parisien, le centre musical, qualifié équipement public[source insuffisante] Jeunesse, a été inauguré le 25 janvier 2008. Érigé au sein de cette zone de grande densité culturelle (qui comprend notamment les salles de concert La Cigale, l’Élysée Montmartre, le Louxor en cours de réhabilitation), le Centre Musical Fleury Goutte d’Or-Barbara  bénéficie d’une implantation cohérente avec sa fonction culturelle. Financé par la Ville de Paris, avec la contribution du Conseil régional d'Île-de-France[source insuffisante] et de l'État, le Centre Musical Fleury Goutte d’Or-Barbara est géré par le Village Musiques Actuelles ATLA et dirigé par Gilles Christophe.
L'une de ses missions principales est l'accompagnement de groupes Musiques Actuelles dans leurs projets Musiques Actuelles.
L'élaboration de FGO-Barbara fut instruite dès les années 1990 en cohérence avec les réseaux publics et privés d’émergence des talents et de diffusion artistique. Il s’illustre dans le cadre des projets culturels municipaux[réf. nécessaire] tels que le théâtre de la Gaîté prévu pour 2010 consacré aux musiques nouvelles et aux arts numériques ainsi que le nouveau théâtre Les Trois Baudets consacré à la chanson française rouvert en 2009. Le dossier de FGO-Barbara est appuyé en 2001 par la nouvelle majorité municipale menée par Bertrand Delanoë. En 2002, un Comité de pilotage spécifique à ce projet est réuni à l’Hôtel de Ville à l’initiative de Clémentine Autain, adjointe au Maire de Paris chargée de la Jeunesse, et de Daniel Vaillant, maire du 18e arrondissement.
D’une surface de 1 500 m2 répartis sur cinq niveaux, le coût total d’investissement de cet espace s’élève à près de 10 millions d’euros financé par la Ville de Paris, avec la contribution du conseil régional d'Île-de-France et de l’État. En décembre 2006, la Ville de Paris confie la gestion et l’animation du Centre Musical Fleury Goutte d’Or-Barbara à ATLA le Village musiques actuelles[source insuffisante], 1re société coopérative d’intérêt collectif (SCIC) culturelle de France. Sous le parrainage d'Alain Bashung, le Centre Musical Fleury Goutte d’Or-Barbara a ouvert ses portes au public en janvier 2008.

## Accompagnement d’artistes-musiciens
FGO-Barbara accompagne les groupes de Musiques Actuelles amateurs et/ou en voie de professionnalisation. Cet accompagnement se développe autour de la répétition, du studio, de la scène, de l’environnement socioprofessionnel et se décline en modules (modules de répétition, modules d'enregistrement, scène, sensibilisation au milieu professionnel). Outre la mise à disposition de studios de répétition et d’enregistrement, ces groupes sont suivis par une équipe spécialement affectée à l'évolution de leur projet. Ils ont accès à une salle de concert ainsi qu'à un Lieu Ressources. En tant qu'équipement public jeunesse de la ville de Paris, les séances d’accompagnement sont accordées aux groupes de Musiques Actuelles dont plus de 50 % de musiciens sont âgés de 13 à 28 ans.
Les styles de musique sont[source secondaire souhaitée] musiques actuelles : chanson, punk, pop, reggae, slam, rock, gospel, rap, musiques électroniques, blues, dancehall, ska, funk, musiques du monde, metal, RnB...

## Le lieu

### Espace
FGO-Barbara compte sept studios insonorisés de 10 à 55 m2 et des salles de répétitions de 60 à 110 m2. Leur équipement utilise le système EtherSound qui transmet le son numérique par des câbles sur de grandes distances. Cet aménagement fait de ce lieu le premier espace de création et de diffusion musicale à être intégralement équipé d'Ethersound en France.
Les salles de pratiques collectives sont vouées à accueillir des associations artistiques et culturelles vouées aux activités musicales ou qui ont une démarche à caractère socioculturel. Ces salles de pratiques collectives sont adaptées aux différentes formes d’expression autour de la musique comme la danse et le théâtre. Elles sont prioritairement réservées aux associations du Quartier de la Goutte-d'Or, du 18e arrondissement de Paris et aux associations situées dans les secteurs politiques de la ville.

### Une salle de concert
Nouvelle scène parisienne d’une superficie de 190 m2, la salle de concert de FGO-Barbara peut accueillir environ 300 personnes. Autour d’une programmation annuelle, la salle de concert du Centre programme des jeunes talents émergents et des artistes plus connus.  La salle de concert accueille tous les genres musicaux. 
La salle de concert du Centre musical Fleury Goutte d'Or-Barbara organise des cycles thématiques, passerelles entre différentes pratiques artistiques. Ces cycles de programmation sont organisés en partenariat avec des projets d’associations consacrés à toutes pratiques artistiques, autour de grands thèmes sociaux et/ou culturels. 
Les concerts peuvent être enregistrés simultanément dans le studio d’enregistrement du 2e niveau.

### Un Lieu Ressources
Le Lieu Ressources conseille et oriente les groupes de musiques actuelles. Ouvert à tous, partenaire des initiatives socio-culturelles et locales (rencontres musicales, ateliers, expositions, conférences et débats autour de grands cycles thématiques...), le Lieu Ressources recense et diffuse les informations liées à l’actualité artistique et culturelle parisienne, en particulier celle liée aux Musiques Actuelles et développée autour des thématiques liées à l’environnement socioprofessionnel du secteur (diffusion, communication, métiers, structures juridiques, dispositifs de financement, etc.). Le Lieu Ressources dispose de son propre fonds documentaire.

### Le Kiosque Jeunes
Le Kiosque Jeunes de FGO-Barbara est le premier Kiosque Jeune ouvert dans le Nord de Paris[source insuffisante]. Il met à la disposition des parisiens de 13 et 28 ans des informations sur les loisirs, le soutien aux projets  (concerts, théâtre, café-théâtre, spectacles, cinéma et expositions). Le Kiosque propose également une documentation complète concernant les dispositifs jeunesse municipaux. Il s’ajoute aux deux Kiosques Jeunes du 4e arrondissement et du 15e arrondissement de Paris.

## Architecture
Dessiné par le cabinet d’architecture Costantini-Regembal, FGO-Barbara se caractérise par une volumétrie compacte. Le traitement architectural se veut complémentaire de la médiathèque construite en 1996. À l’inverse de la médiathèque percée d’une seule fenêtre monumentale rue Fleury et ouverte sur le boulevard de la Chapelle et la rue de la Charbonnière, le centre est construit avec des baies strictement contenues boulevard de la Chapelle, un soubassement vitré et trois fentes horizontales. L’ensemble éclaire les fonctions intérieures et protège l’édifice de la pollution sonore (boulevard et métro aérien). La façade rue de la Charbonnière minimisera le nombre de baies vitrées afin de préserver l’habitat voisin des nuisances sonores. Face à la page blanche de la médiathèque, la façade rue Fleury sera la façade principale sur laquelle est gravée l’appellation : Centre musical Fleury Goutte d’Or - Barbara (première appellation de FGO-BARBARA). Le volume est prévu pour être entièrement vitré et habité de trois passerelles en balcon, en prolongement vertical de la future rue Fleury devenue piétonne dans le cadre de l’édification du centre. Le verre sérigraphié renverra de jour comme de nuit l’image de quatre pages or et argent, celles d’une partition musicale[source secondaire souhaitée].

## Partenariats
En partenariat avec la Mairie de Paris et le Conseil régional d'Île-de-France, FGO-Barbara bénéficie du soutien financier de l'Agence Nationale pour le Renouvellement Urbain (ANRU).